# Tísek
Tísek je obec v okrese Nový Jičín v Moravskoslezském kraji, po obou stranách hranice mezi vlastním Českým Slezskem a někdejšími moravskými enklávami ve Slezsku. Leží asi čtyři kilometry severně od Bílovce. Žije zde 985 obyvatel.
Obec se skládá ze dvou ZSJ Tísek a Karlovice, které jsou od sebe oddělené silnicí z Výškovic. Zástavba obou částí je již téměř úplně propojená, takže se jedná prakticky o jednotný urbanistický celek. K moravským enklávám ve Slezsku náležely Karlovice, původně patřící do katastru sousední obce Slatina. Katastrální hranice zde původně vedla středem výše zmíněné silnice, z niž odbočila k jihovýchodu, procházejíce chvíli po chodníku, jenž se nachází západně od čísla popisného 65.

## Historie

### Vznik obce
První písemná zmínka o Tísku pochází z roku 1377. Tehdy patřilo půl vsi Václavu z Kravař, druhá půlka s největší pravděpodobností jako dědičný statek Slatině.
Pak se majitelé střídali ať už dědictvím, nebo prodejem, až nakonec bylo panství Bílovec někdy kolem roku 1650, ke kterému patřil i Tísek, přiznáno Bohunce Pražmové a jejímu manželovi Václavu Zikmundu Sedlnickému z Choltic. Vlastnictvím Sedlnických zůstalo toto panství téměř 300 let až do roku 1945.

### Odtržení obce
Počátkem 19. století došlo k odtržení obce Tísku od bíloveckého velkostatku zřízením samostatného statku Výškovice, který trval až do roku 1906. Prvý podrobnější úřední popis o vsi Tísku pochází z roku 1842. Žilo tu celkem 89 rodin, z toho 64 zemědělských, 2 řemeslnické a zemědělské, 2 řemeslnické a 21 nádenických u rolníků.
Jen čtyři domy byly z kamene a kryté šindelem, ostatní byly ze dřeva a s doškovými střechami. Obyvatelstvo bylo české. Od roku 1850 patřil Tísek k politickému okresu Opava. V roce 1896 byl Tísek přidělen k nově zřízenému hejtmanství v Bílovci a zůstal v rámci tohoto politického okresu do roku 1960, kdy připadl do okresu Nový Jičín.

### Vývoj v 19. a 20. století
V 19. a hlavně ve 20. století dochází v obci k poměrně rychlému růstu počtu domů a obyvatel ve srovnání se 17. a 18. stoletím, kdy tento vývoj byl značně pomalý. Jestliže v roce 1806 bylo v obci celkem 25 usedlostí po více než 150 letech v roce 1787 tu bylo jen 47 domů. Do roku 1900 měla obec 82 domů a 520 obyvatel, roku 1930 již 129 domů a 641 obyvatel a v roce 1970 s osadou Karlovice 200 domů a 772 obyvatel. V roce 2002 měla obec 234 rodinných domků, 3 bytové domy, 5 chat a 884 obyvatel. Toto rozšiřování zástavby bylo též důvodem k rozšíření katastru obce na úkor sousedního k. ú. Bílovec-Horní Předměstí, k němuž došlo roku 1924.

### Škola
Vlastní školu si obec vydobyla v roce 1862. V letech 1868–1869 byla pro ni vystavěna budova, která byla v roce 1902 rozšířena na dvoutřídní a přestavěna. Další rekonstrukce byla v roce 1929 a 1945.

### Války
Do života obce a obyvatel zasáhla negativně první světová válka 1914–1918. Z Tísku bylo zasláno na bojiště této války několik desítek mužů, z nichž se už 12 nevrátilo.
Dalším takovým zásahem byla v letech 1938–1945 druhá světová válka. Pro obec to bylo násilné přerušení jejího vývoje a 7 let fašistického útlaku a nesvobody. Osvobození obce 29. dubna 1945 bylo vykoupeno životy 63 sovětských vojáků, 5 životy místních občanů a jeden se navrátil z koncentračního tábora. Zničeny byly 2 domy, 6 stodol, silně byly poškozeny: škola, kostel a obecní úřad. Vážné škody byly na 50 domech.

## Obyvatelstvo
| Rok            | 1869 | 1880 | 1890 | 1900 | 1910 | 1921 | 1930 | 1950 | 1961 | 1970 | 1980 | 1991 | 2001 | 2011 | 2021 |
| -------------- | ---- | ---- | ---- | ---- | ---- | ---- | ---- | ---- | ---- | ---- | ---- | ---- | ---- | ---- | ---- |
| Počet obyvatel | 481  | 493  | 568  | 612  | 695  | 651  | 733  | 658  | 758  | 771  | 823  | 868  | 882  | 925  | 962  |
| Počet domů     | 67   | 88   | 82   | 97   | 116  | 121  | 149  | 169  | 177  | 177  | 183  | 219  | 230  | 240  | 257  |

## Obecní správa

### Obecní symboly
Znak a vlajka byly obci uděleny rozhodnutím předsedy Poslanecké sněmovny Parlamentu České republiky dne 8. října 2001.

## Galerie

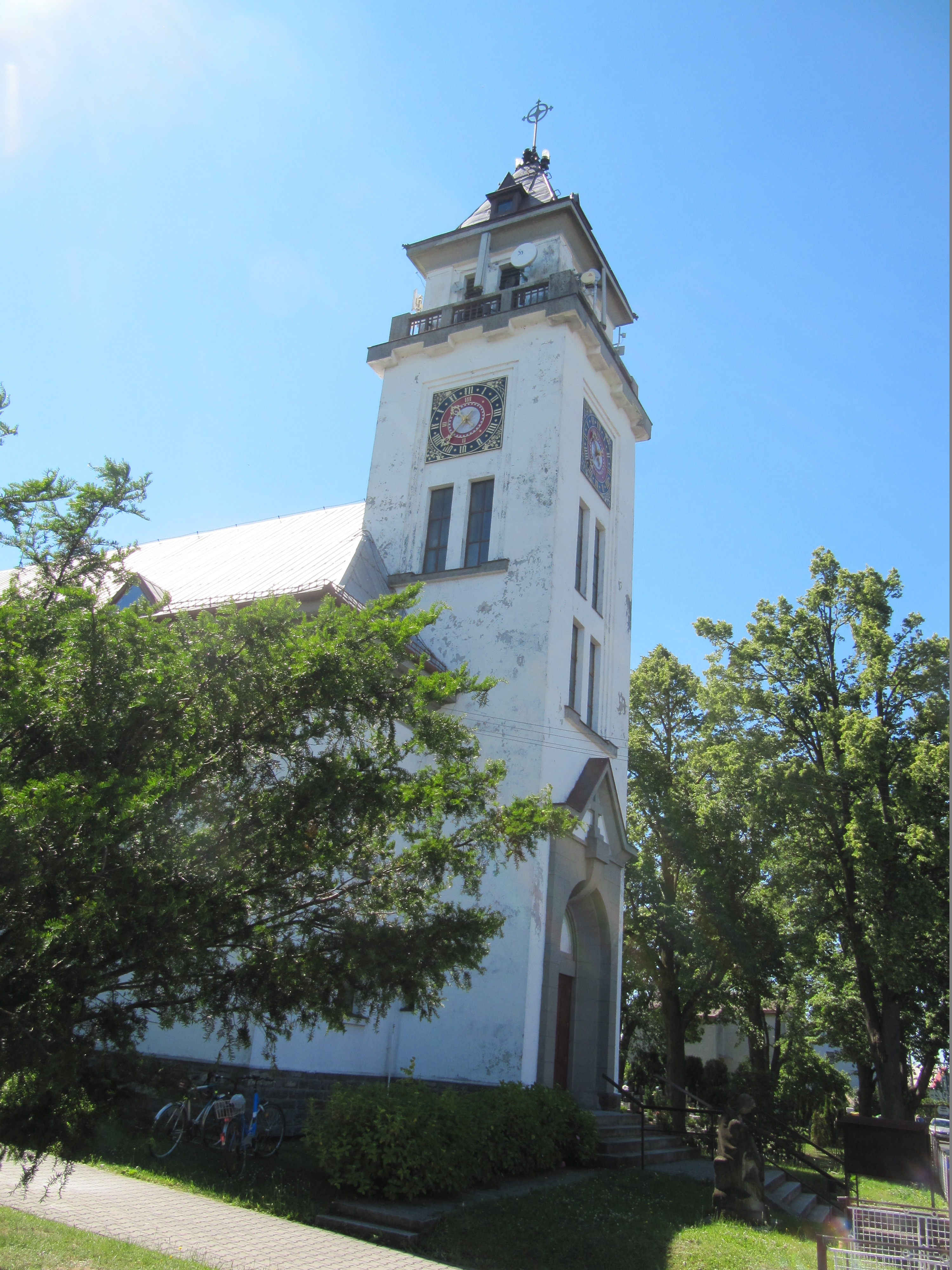
Kostel sv. Cyrila a Metoděje
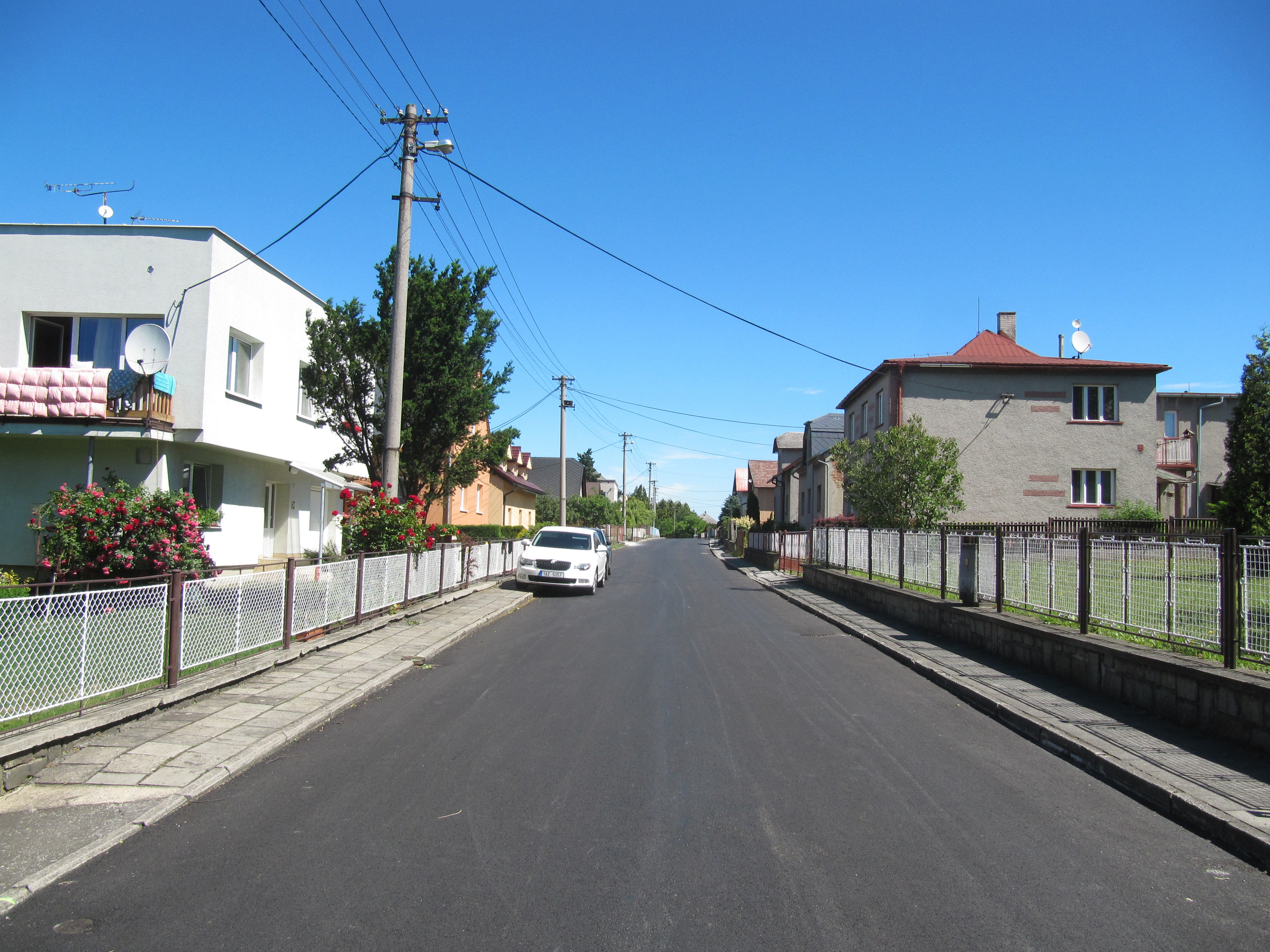
Ulice od kostela k návsi
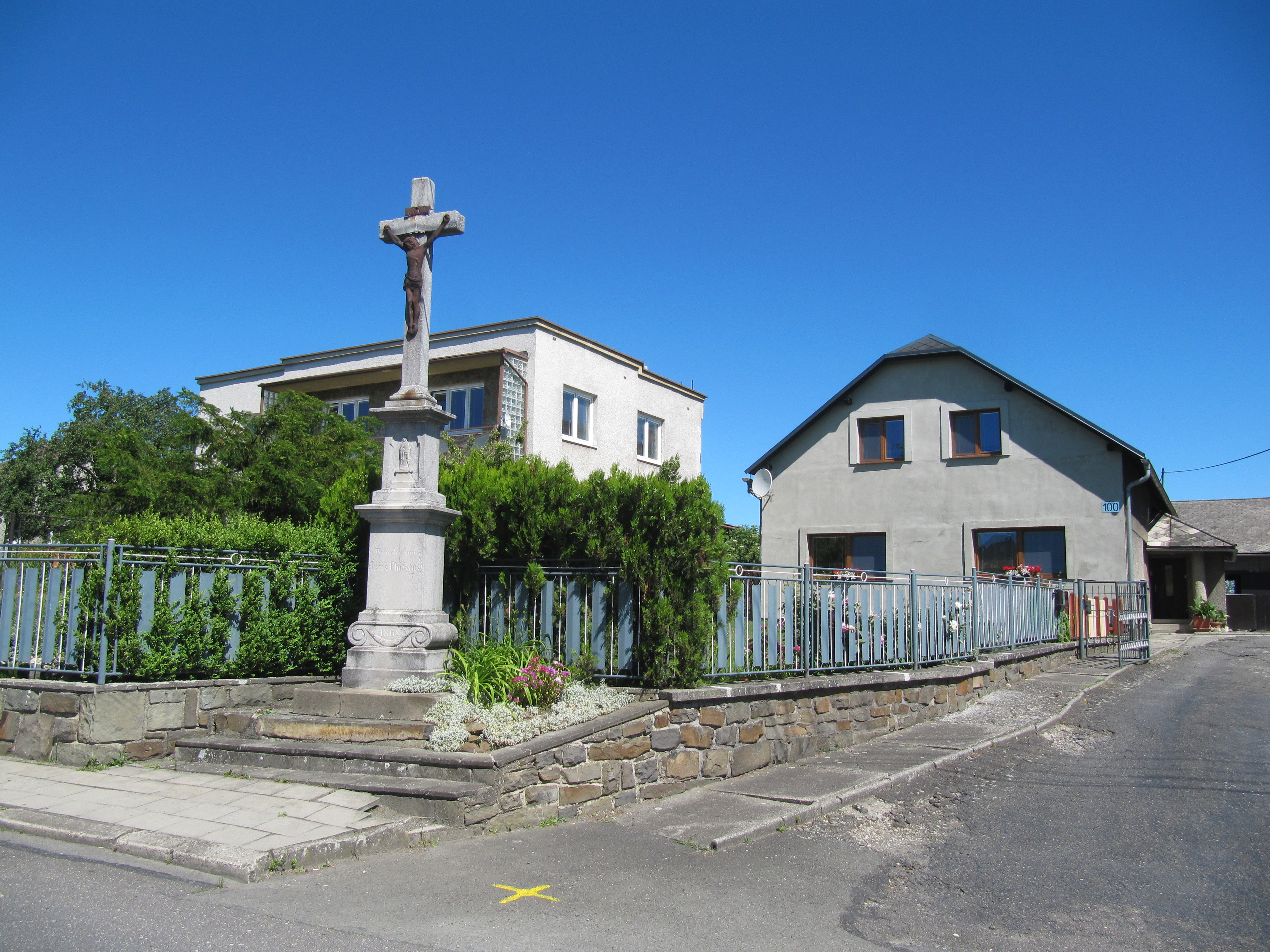
Kříž
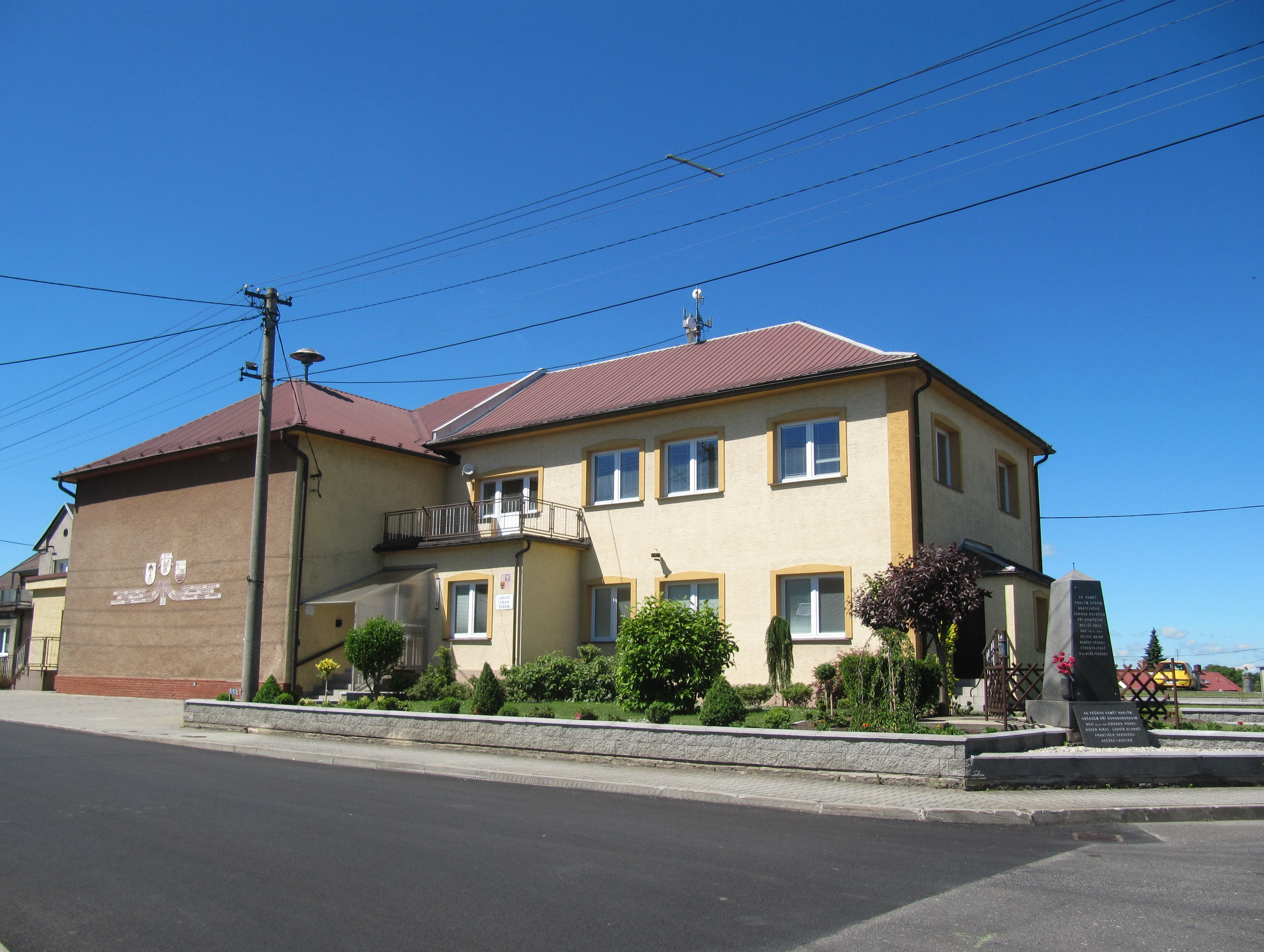
Obecní úřad
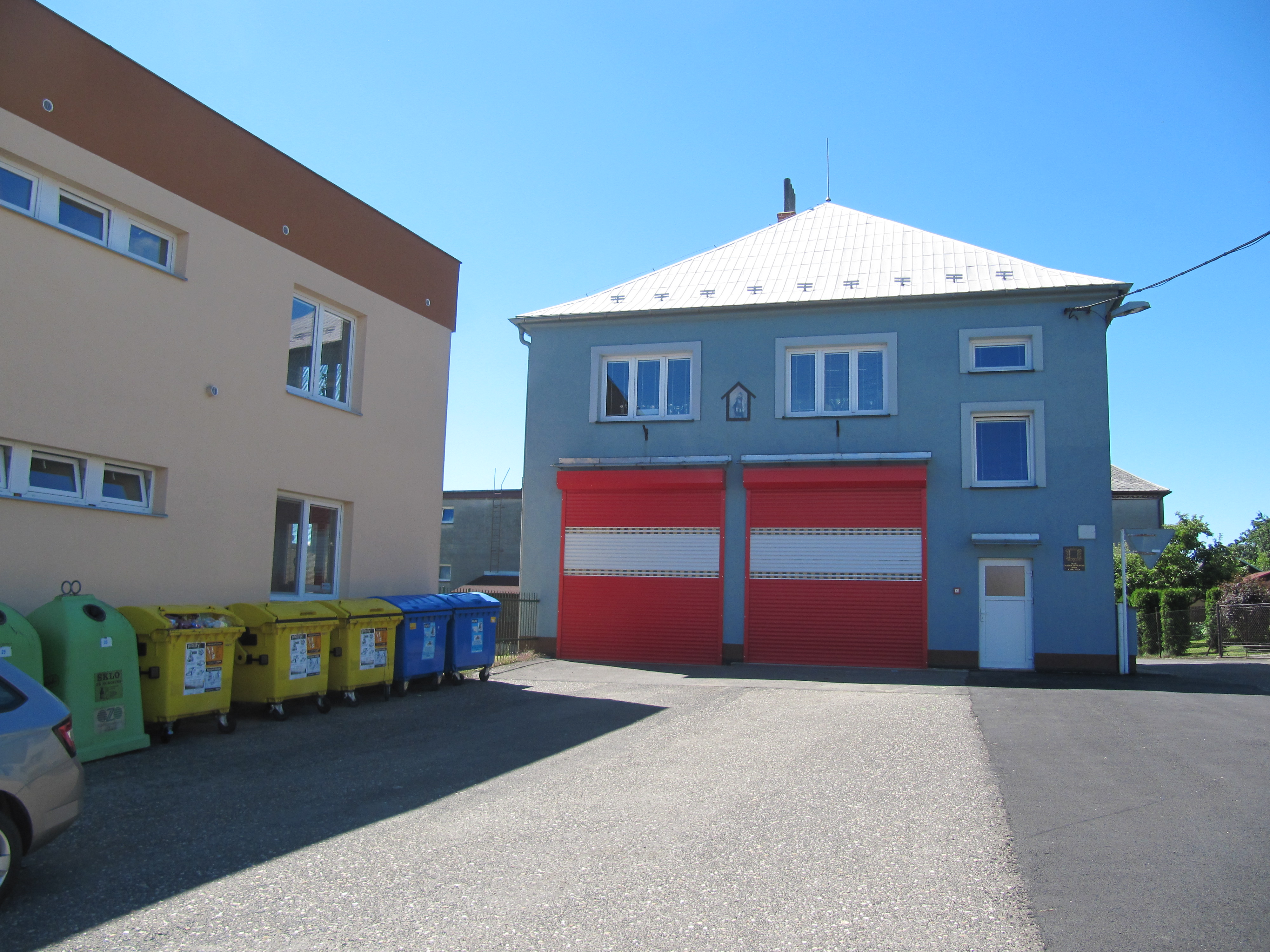
Hasičská zbrojnice